# Adela d'Alòs-Moner i Vila
Adela d'Alòs-Moner i Vila (Barcelona, 1951) és una bibliotecària catalana. És llicenciada en Biblioteconomia i Documentació i Documentalista en Audiovisual per INA (Institit Nationale de l'Audiovisuel).
Adela d'Alòs-Moner té més de trenta anys d'experiència en aportar solucions per millorar l'eficiència d'empreses i organitzacions a través d'una gestió activa de la informació i del coneixement.
Vinculada a l'administració pública, tant a la de l'Estat com posteriorment a l'Ajuntament de Barcelona. Va crear una empresa pròpia vinculada al sector de la gestió de la informació.
Junt amb els seus germans i germanes va gestionar la dació del fons personal de la família d'Alòs-Moner, documentació de les famílies Moner, Dou i Alòs, a la Biblioteca de Catalunya, el 2010.

## Trajectòria professional
Va començar a treballar als 20 anys, un cop finalitzat el grau en Biblioteconomia i Documentació, que va cursar a la Universitat de Barcelona.
Ha estat la directora de la Biblioteca de Ciències de la Universitat Autònoma de Barcelona (UAB). Va crear el Centre de Documentació central de l'Ajuntament de Barcelona (actualment Servei de Documentació i Accés al Coneixement (SEDAC).
L'any 1988 va fundar amb cinc bibliotecaris més, l'empresa Doc6, que es dedicava a prestar serveis a biblioteques i centres de documentació. Després de 23 anys, el 2012 els socis fundadors, entre els quals Adela d'Alòs-Moner i Vila, que en va ser la presidenta tots els anys, van vendre les seves accions i el març del 2015 Doc6 va unir-se a Alianet, formant així Bdoc6, una nova empresa. Durant 23 anys va serne la presidenta del Consell d'Administració i directora tècnica.
Ha estat professora associada en diferents universitats, com ara la Universitat de Barcelona, la Universidad Carlos III, i docent de cursos com el postgrau de la Sociedad Española de Documentació e Información Científica (SEDIC).
Ha estat impulsora i transformadora de la professió a diferents nivells, un d'ells des de les associacions professionals. Des de la junta de l'Associació de Bibliotecaris, el 1985 va participar en la reunió d'entitats professionals (bibliotecaris, documentalistes i arxivers) a Alcalà de Henares, per crear una federació d'entitats a nivell estal. Aquesta unió professional del sector s'aconseguí crear al cap de tres anys, al 1988, quan naixia FESABID.

Com a membre de la junta de l'Associació de Bibliotecaris també va ajudar a transformar l'entitat i a convertir-se en l'actual Col·legi Oficial de Bibliotecaris i Documentalistes de Catalunya (COBDC). Adela d'Alòs-Moner i Vila és la membre número 5 del COBDC i també en va ser la presidenta entre els anys 2000 i 2003. 

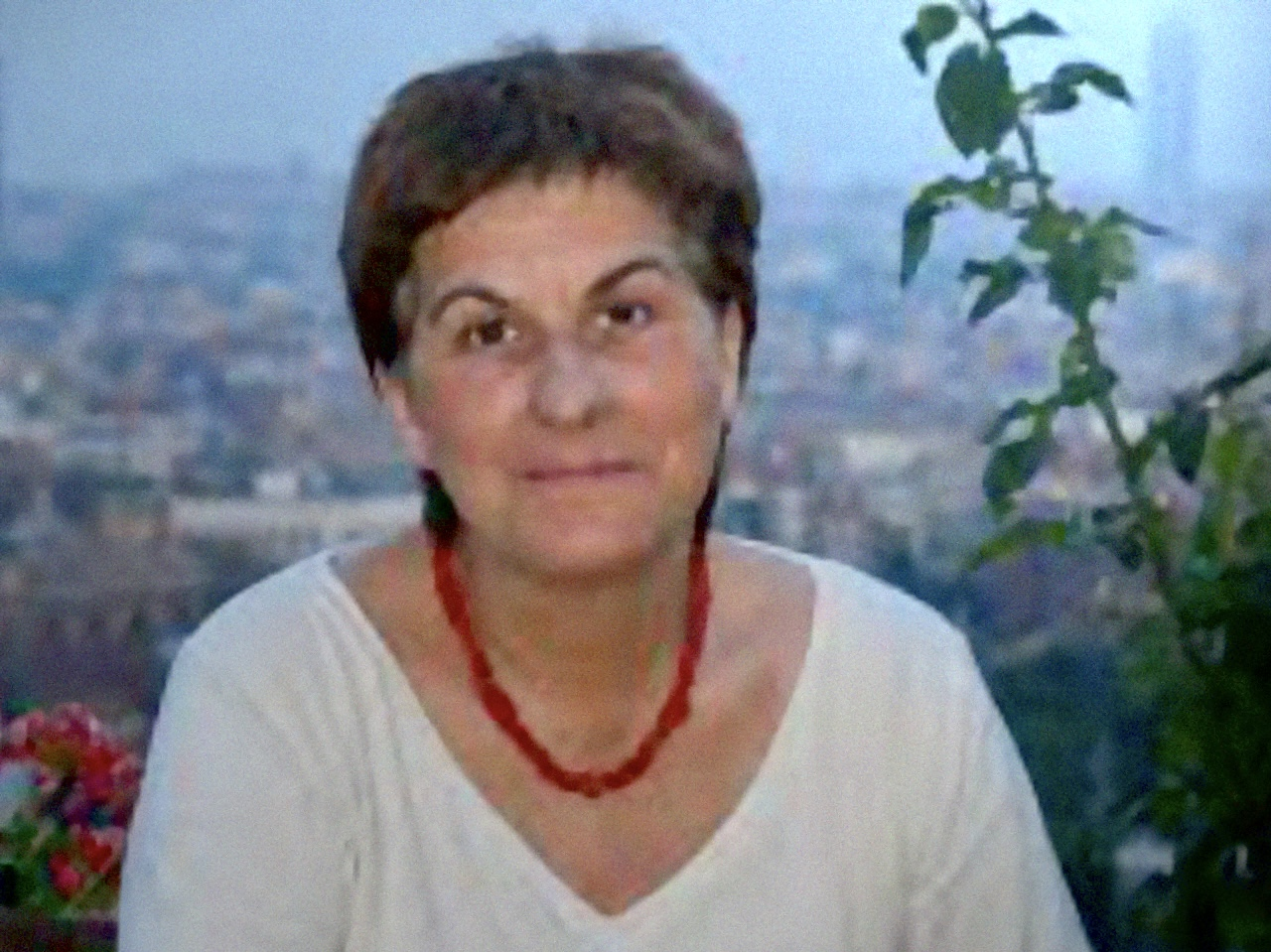
Adela d'Alòs-Moner

Va ser presidenta de la fundació sense ànim de lucre Biblioteca Social, que va funcionar durant vuit anys, del 2014 al 2021. La Fundación Alonso Quijano va agafar el relleu a la Biblioteca social.

## Obres
Ha secret i contribuït en diversos obres accessibles al CRAI de la Universitat de Barcelona:
- D’ALÒS-MONER, ADELA, KEEFER, ALICE. “La Situación de Los CD-ROMs En España.” Revista española de documentación científica 14.2 (2020): 187–. Web.
- D’ALÒS-MONER, ADELA. “Por qué deberíamos hablar menos de gestión de la información y más de gestión del conocimiento.” Anuario ThinkEPI 6.1 (2012): 104–106. Print.
- D’ALÒS-MONER, ADELA. “Repositorios digitales: un concepto, múltiples visiones.” Anuario ThinkEPI 4.1 (2010): 205–207. Print.
- D’ALÒS-MONER, ADELA. “10 años después en gestión del conocimiento: lecciones aprendidas.” Anuario ThinkEPI 1.1 (2007): 134–137. Print.
- D’ALÒS-MONER, ADELA. “Nous rols dels professionals de la informació: webs i intranets corporatives.” Item (Barcelona, Spain) 29 (2001): 38–45. Print.
- D’ALÒS-MONER, ADELA, MARTIN ONATE, A. “Public Libraries in Spain.” Bibliothek Forschung und Praxis 17.1 (1993): 104–108. Web.
- D’ALÒS-MONER, ADELA, LLOBET, MONTSERRAT.. El Material àudio-visual a les biblioteques de Catalunya. Barcelona: Col·legi Oficial de Bibliotecaris-Documentalistes de Catalunya, 1988. Print.
- D’ALÒS-MONER, ADELA,. Biblioteques populars de Barcelona. Barcelona: Serveis de Cultura de l’Ajuntament de Barcelona, 1982. Print.
- FERRAN-FERRER, NÚRIA; D’ALÒS-MONER, ADELA,. Del elefante a Internet: breve historia de las bases de datos y tendencias de futuro. El profesional de la información, 2001, 10.3: 22-26.